# 伊東純一
伊東 純一（いとう じゅんいち、1962年 - ）は、日本の実業家、株式会社ジェネック代表取締役社長。

## 人物・経歴
1962年生まれ。立教大学経済学部卒業。1984年4月、日本郵船株式会社入社。
その後、郵船ロジスティクス（チャイナ）を経て、2013年4月、日本郵船環境グループグループ長代理。2015年4月、同社名古屋支店支店長に就任。
2018年4月、株式会社ジェネック常務執行役員、同年6月、同社取締役常務執行役員に就任。2019年6月、同社代表取締役社長に就任。
ジェネックは、2019年で創業70周年を迎えた北九州の門司港を中心に北部九州エリアに基盤を有する日本郵船グループの港湾物流企業で、アジア各国と近い北部九州の地理的なロケーションを活かした物流サービスを展開している。